# Theages xantura
Theages xantura är en fjärilsart som beskrevs av William Schaus 1910. Theages xantura ingår i släktet Theages och familjen björnspinnare. Inga underarter finns listade i Catalogue of Life.